# Sidotheca trilobata
Sidotheca trilobata là một loài thực vật có hoa trong họ Rau răm. Loài này được (A. Gray) Reveal mô tả khoa học đầu tiên năm 2004.